# Raimondo Galuppo
Raimondo Galuppo (Adria, 27 luglio 1946 – Adria, 10 gennaio 2025) è stato un politico e dirigente sportivo italiano.

## Biografia
Dirigente sportivo e senatore della repubblica nella XI Legislatura con il Partito Socialista Italiano, fu Presidente del Comitato Regionale FISE Veneto e ricoprì anche il ruolo di Presidente della Consulta Nazionale degli sport equestri.